# Bamberger Verfassung
Die Bamberger Verfassung vom 12. August 1919 war nach dem Staatsgrundgesetz vom 4. Januar 1919 die zweite demokratische Verfassung Bayerns. In der NS-Zeit wurde sie faktisch außer Kraft gesetzt. Formell wurde sie durch die Verfassung des Freistaates Bayern von 1946 aufgehoben.

## Geschichte
Nach dem Ende der Monarchie aufgrund der Novemberrevolution von 1918 und der Ausrufung des Freien Volksstaats Bayern durch Kurt Eisner fanden am 12. Januar 1919 die ersten freien, gleichen, unmittelbaren und geheimen Wahlen in Bayern statt. Erstmals waren auch Frauen wahlberechtigt. In der ersten Fassung war das „Staatsgrundgesetz der Republik Bayern vom 4. Januar 1919“ die Grundlage der Wahlen im Januar 1919. Sie begann mit einer Präambel zur Republik: „… In der Stunde höchster Not aber, raffte sich dieses ohnmächtige Volk auf, zertrat in gewaltiger revolutionärer Erhebung das schuldige System der Vergangenheit und riß die Macht an sich. Das politisch ohnmächtige Volk wurde durch die Revolution das freieste.“
Nach den Wahlen begann unter dem kurz darauf ermordeten Ministerpräsidenten Kurt Eisner die Ausarbeitung der weiteren demokratischen Verfassung Bayerns: „Vorläufiges Staatsgrundgesetz des Freistaates Bayern vom 17. März 1919“ mit ebenfalls 18 Artikeln zu Bürgerschaft, kommunaler Selbstorganisation, Landtag und Regierung. Den Entwurf hatten großteils Robert Piloty und Josef von Graßmann geschrieben.
Nach der Ermordung von Kurt Eisner und den folgenden Schießereien im Landtag kam der Landtag aber nicht mehr zusammen, die Räte übernahmen die Regierung in München. In Eisners Vorstellung sollten die Arbeiter-, Bauern- und Soldatenräte dem Landtag zuarbeiten und die Beschlüsse des Landtags umsetzen helfen, da die bisher königliche Verwaltung dazu untauglich erschien. Andere wie Erich Mühsam wollten die Vorbilder der russischen Räte (Sowjets) als direkte Mandate umsetzen.
Die Bamberger Verfassung wurde am 12. August 1919 von den Mitgliedern des Landtags und der Regierung von Bayerischer Volkspartei und Mehrheits-SPD verabschiedet (165 Ja-Stimmen, 3 Nein-Stimmen von der USPD und eine Enthaltung), die wegen der Machtübernahme der Münchner Räterepublik nach Bamberg ausgewichen waren.
Die Verfassung bezeichnete Bayern als „Freistaat und Mitglied des Deutschen Reiches“, enthielt einen Grundrechtekatalog und sah für alle Personen, die ihren Wohnsitz mindestens ein halbes Jahr in Bayern hatten, die bayerische Staatsbürgerschaft vor. Sie trat am 15. September 1919 in Kraft. In 95 Artikeln regelte sie nun auch Heer, Justiz, Volksbegehren und Verfassungsänderungen.
Nachdem die demokratische Verfassung nach der Errichtung einer Diktatur 1933 durch die nationalsozialistische Gleichschaltung obsolet geworden war, wurde die Teilsouveränität der Länder durch das Gesetz über den Neuaufbau des Reichs von 1934 faktisch außer Kraft gesetzt.
Nach Wiedereinführung der demokratischen Ordnung in Bayern hob die Verfassung des Freistaates Bayern von 1946 durch den Artikel 186 die Bamberger Verfassung endgültig auf.